# Mertensophryne howelli
Mertensophryne howelli är en groddjursart som först beskrevs av John C. Poynton och Clarke 1999.  Mertensophryne howelli ingår i släktet Mertensophryne och familjen paddor. IUCN kategoriserar arten globalt som starkt hotad. Inga underarter finns listade i Catalogue of Life.